# Klub rváčů (film)
Klub rváčů je americký film z roku 1999 natočený podle stejnojmenného románu Chucka Palahniuka z roku 1996. Film natočil David Fincher a hrají v něm Edward Norton, Brad Pitt a Helena Bonham Carter. Norton ztvárnil roli bezejmenného protagonisty, který je nespokojený se svou prací úředníka. Proto spolu s Tylerem Durdenem, kterého hraje Pitt, založí „klub rváčů“. S Durdenem se nastěhuje do jednoho bytu a prožívá vášnivý vztah s Marlou Singerovou, kterou hraje Carterová.
Film vyvolal smíšenou reakci kritiků a byl označován za jeden z nejkontroverznějších filmů roku 1999. Příjmy z prodejů lístků do kin nesplnily očekávání tvůrců snímku, komerční úspěch a status kultovního filmu mu zajistilo až vydání na DVD.